# Sabine Ahrens-Eipper

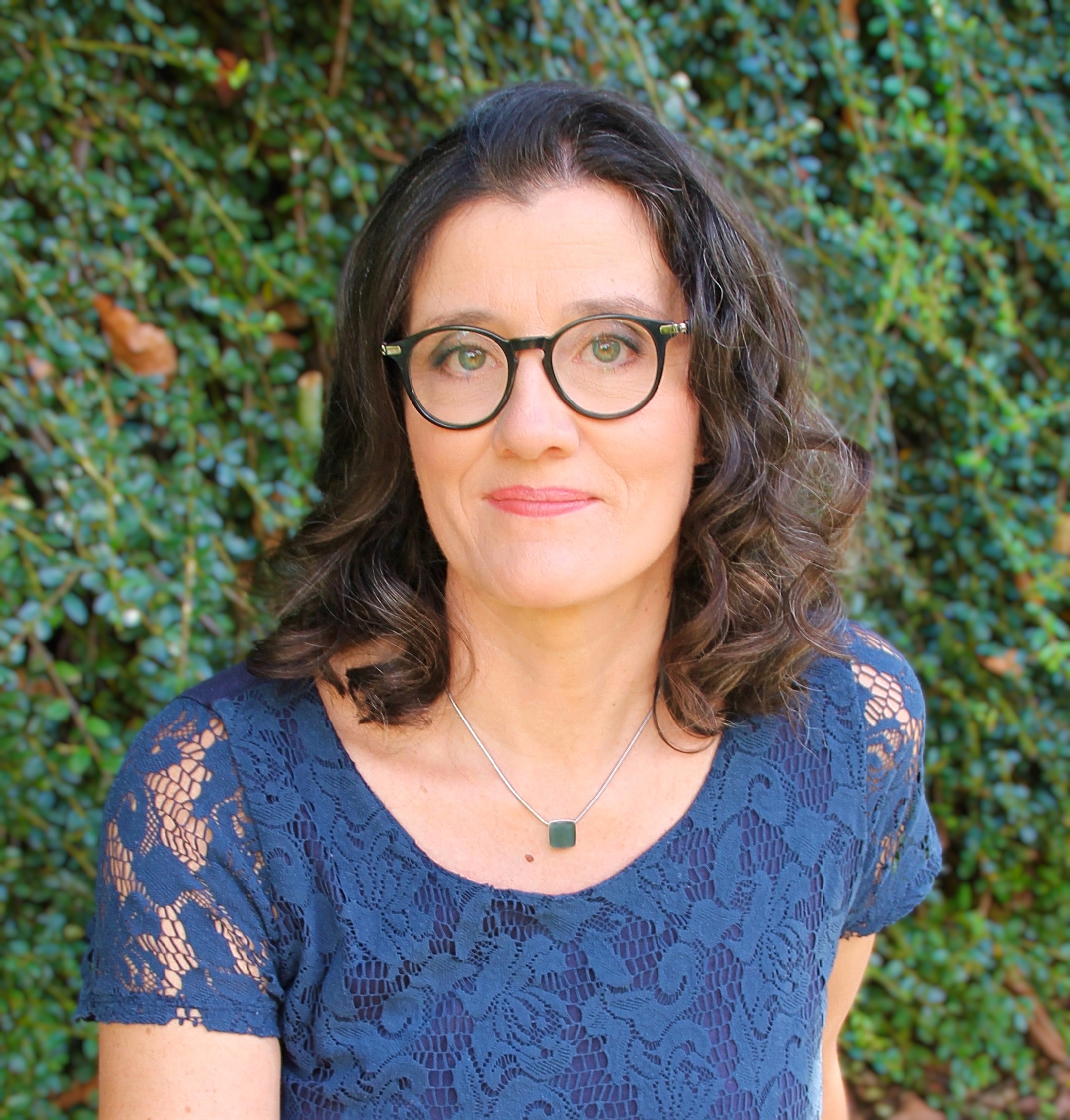
Sabine Ahrens-Eipper (2020)

Sabine Ahrens-Eipper (* 16. Juni 1972 in Ludwigshafen am Rhein) ist eine deutsche Psychologin, psychologische Psychotherapeutin und Autorin.
Von 2022 bis 2024 war Ahrens-Eipper Vertretungsprofessorin für Klinische Kinder- und Jugendpsychologie und -psychotherapie an der Universität Greifswald und seit 2024 ist sie Vizepräsidentin der Ostdeutschen Psychotherapeutenkammer.

## Leben und Wirken

### Akademischer Werdegang
Ahrens-Eipper studierte von 1992 bis 1997 Psychologie an der Universität Kiel. Nach Abschluss des Studiums war sie als wissenschaftliche Mitarbeiterin am Kieler Institut für Therapie- und Gesundheitsforschung und in der Abteilung für Klinische Psychologie und Psychotherapie der Universität Halle tätig. Ihre Dissertation erfolgte im Jahr 2002 zum Thema „Soziale Unsicherheit im Kindesalter – Indikation und Effektivität eines verhaltenstherapeutischen Trainings“ und wurde ein Jahr später mit dem Forschungspreis der KJPVT ausgezeichnet.
Im Jahr 2022 wurde Ahrens-Eipper zur Vertretungsprofessorin an der Universität Greifswald ernannt und vertrat bis 2024 den Lehrstuhl für Klinische Kinder- und Jugendpsychologie und -psychotherapie. In dem Zeitraum baute sie dort das Zentrum für Psychotherapie für Kinder und Jugendliche (ZPKJ) auf – die erste Hochschulambulanz für Kinder- und Jugendlichenpsychotherapie in Mecklenburg-Vorpommern.

### Niederlassung
Von 2000 bis 2006 erfolgte eine Weiterbildung zur Psychologischen Psychotherapeutin, in welcher sie für ein Jahr als Stationspsychologin an der Burgenlandklinik in Bad Kösen arbeitete. Mit Beendigung der Weiterbildung ließ sie sich 2006 als Psychologische Psychotherapeutin in Halle (Saale) nieder.
Im Zuge der Niederlassung kam es in Zusammenarbeit mit Katrin Nelius zur Entwicklung und Umsetzung zweier Behandlungskonzepte, welche als Grundlage der seit 2008 gemeinsam veröffentlichten Bücher in den Bereichen Verhaltenstherapie (Til Tiger Training) und Behandlung von Traumafolgestörungen (Trauma First) dienen.

### Berufspolitik
Seit 2010 wirkt Ahrens-Eipper berufspolitisch in den Psychotherapeutenkammern. In der Ostdeutschen Psychotherapeutenkammer fungiert sie seit Antritt als Vorsitzende der Psychotraumatherapie, seit 2015 als Delegierte und seit 2019 als Vorstandsmitglied, in dem sie 2024 zur Vizepräsidentin gewählt wurde. Seit 2019 ist Ahrens-Eipper als Delegierte der Bundespsychotherapeutenkammer und Mitglied einzelner Fachgremien auch auf Bundesebene tätig.
Seit 2018 ist Ahrens-Eipper Gutachterin in den Verfahren der Kassenärztlichen Bundesvereinigung. Im Jahr 2022 wurde sie zusätzlich in die Vertreterversammlung der Kassenärztlichen Vereinigung für Sachsen-Anhalt gewählt.
Von 2019 bis 2021 war Ahrens-Eipper Mitglied des Instituts für Qualitätssicherung und Transparenz im Gesundheitswesen, seit 2021 wirkt sie in beratender Funktion.

### Mediale Auftritte
Mit Beginn der Vorstandstätigkeiten in der Ostdeutschen Psychotherapeutenkammer und dem Ruf an die Universität Greifswald trat Ahrens-Eipper vermehrt in Interviews und politischen Talkshows (hart aber fair, Fakt ist!) auf.

### Trauma First
- mit K. Nelius: Das Seefahrercamp 6-10: Ein Behandlungsmanual für Kinder mit Traumafolgestörungen. kjp Verlag, Halle (Saale) 2014, ISBN 978-3-00-045052-5
- mit K. Nelius: Der große Schreck: Psychoedukation für Kinder nach traumatischen Ereignissen. kjp Verlag, Halle (Saale) 2015, ISBN 978-3-946001-00-3

### Til Tiger
- mit K. Nelius: Mutig werden mit Til Tiger: Ein Ratgeber für Eltern, Erzieher und Lehrer von schüchternen Kindern. Hogrefe Verlag, 2008, ISBN 978-3-8017-2202-9
- mit K. Nelius, B. Leplow: Mutig werden mit Til Tiger: Ein Trainingsprogramm für sozial unsichere Kinder. Hogrefe Verlag, (2. Auflage) 2010, ISBN 978-3-8017-2247-0
- mit K. Nelius: Die Geschichte von Til Tiger: das Kinderbuch zum „Trainingsprogramm für sozial unsichere Kinder“. Hogrefe Verlag, 2015, ISBN 978-3-8017-2696-6

### Diverses
- mit M. Aßhauser, F. Burow, H. Weiglhofer: Fit und stark fürs Leben 5 & 6, Prävention des Rauchens durch Persönlichkeitsförderung. Klett Verlag, Leipzig 2002, ISBN 978-3-12-196139-9
- mit B. Alpacht, B. Leplow (Hrsg.): 22. Symposium Klinische Psychologie und Psychotherapie Halle (Saale), 20. – 22. Mai 2004. Pabst Science Publishers, Lengerich 2004, ISBN 978-3-89967-129-2
- mit K. Nelius: Verstärkerpläne Materialen zur Selbst- und Fremdverstärkung. kjp Verlag, Halle (Saale) 2015, ISBN 978-3-946001-03-4
- mit K. Nelius: IRRT mit Kindern und Jugendlichen – Ein Fallbuch. kjp Verlag, Halle (Saale) 2017, ISBN 978-3-946001-05-8
- mit K. Nelius: IRRT mit Kindern. In: T. Hensel: Stressorbasierte Psychotherapie Belastungssymptome Wirksam Transformieren – Ein Integrativer Ansatz. 2017, ISBN 978-3-17-033491-5. 2020, ISBN 978-3-17-037535-2 (erweiterte und aktualisierte Auflage)